# Айсуак
Айсуа́к (баш. Айсыуаҡ) — село в Куюргазинском районе Башкортостана, входит в Ермолаевский сельсовет. Согласно переписи 2020 года население составляло 973 человека.
Образовано в 1986 году из части села Ермолаево. Находится к югу от Ермолаево (адм. центр района и сельского поселения), в верховьях реки Большой Юшатырь в 7 км к югу от города Кумертау.
Через село проходит ж.-д. линия Уфа — Оренбург, у северной окраины села находится станция Ермолаево.

## История
Закон «О внесении изменений в административно-территориальное устройство Республики Башкортостан в связи с образованием, объединением, упразднением и изменением статуса населенных пунктов, переносом административных центров» от 20 июля 2005 года, N 211-з гласил: 

10. Перенести административные центры следующих сельсоветов:
6) Куюргазинского сельсовета Куюргазинского района из села Ермолаево в село Айсуак

## Население
| 2002 | 2009  | 2010  |
| ---- | ----- | ----- |
| 1224 | ↗1324 | ↘1123 |

Национальный состав
Согласно переписи 2002 года, преобладающие национальности — русские (51 %), башкиры (31 %).

## Инфраструктура
Личное подсобное хозяйство с зоной сельскохозяйственного использования, индивидуальная застройка усадебного типа.